# Jessica Kresa
Jessica Nora Kresa (Nashville (Tennessee), 6 juni 1978), beter bekend als ODB (kort voor One Dirt Bitch), is een Amerikaans professioneel worstelaarster die bekend was van Total Nonstop Action Wrestling.

## In het worstelen
- Finishers
  - Dirty Dozen
  - Running powerslam
  - TKO – 2009–2010
  - Wrist-lock sitout side slam – 2008

- Signature moves
  - Bearhug
  - Body avalanche
  - Bronco Muncher / Carpet Buster (Bronco buster)
  - Fallaway slam gevolgd door een kip-up
  - Missile dropkick
  - Multiple chops
  - Spear

- Worstelaars managed
  - Mike Mizanin
  - Cody Deaner

- Opkomstnummers
  - "Move Bitch" van Ludacris (IWA–MS)
  - "Bossy" van Kelis (OVW)
  - "Park It" van Dale Oliver (TNA)
  - "I'm About to Freak" van Dale Oliver (TNA)

## Prestaties
- Midwest Pro Wrestling
  - MPW Cruiserweight Championship (1 keer)

- Ohio Valley Wrestling
  - OVW Women's Championship (2 keer)
  - Miss OVW (2007)

- Steel Domain Wrestling
  - SDW Women's Championship (1 keer)

- Texas Wrestling Federation
  - TWF Women's Championship (1 keer)

- Total Nonstop Action Wrestling
  - TNA Women's Knockout Championship (4 keer)
  - TNA Knockout Tag Team Championship (1 keer: met Eric Young)
  - Queen of the Cage (2009)
  - New Year's Knockout Eve Tournament (2009)

- United States Wrestling Organization
  - USWO Television Championship (1 keer)